# 大阪保育福祉専門学校
大阪保育福祉専門学校（おおさかほいくふくしせんもんがっこう）は、大阪府三島郡島本町にある私立専修学校。

## 沿革
- 1971年 - キリスト教保育専門学院として開校

## 学科
- 保育科（保育コース）
- 保育科（保育・特別プログラムコース）
- 児童福祉科

## 特色
- 保育士養成の専門学校
- キャンパス内の保育所・幼稚園でのインターンシップ制度
- 社会福祉法人大阪水上隣保館所属

## 所在地
- 〒618-0001 大阪府三島郡島本町山崎5丁目3番10号

最寄り駅は、JR山崎駅・阪急京都線大山崎駅